# Aitern
Aitern település Németországban, azon belül Baden-Württembergben. Lakosainak száma 510 fő (2023. december 31.).

## Népesség
A település népessége az elmúlt években az alábbi módon változott:
| Lakosok száma | 400  | 417  | 519  | 504  | 498  | 534  | 586  | 564  | 550  | 510  |
|               | 1961 | 1967 | 1974 | 1980 | 1987 | 1993 | 2000 | 2006 | 2013 | 2023 |